# Vzlet z mesta
Vzlet z mesta (ang. Zero-Length Launch ali Zero-Length Take-Off tudi ZLL, ZLTO, ZEL, ZELL) je način vzleta reaktivnih letal z mobilne izstrelitvene ploščadi s pomočjo raket. Ta način razširi območje delovanja lovcev, ker ni potrebna vzletna steza, je pa še vedno potrebna pristajalna steza. Večina raziskav ZLL se je izvajala v 1950ih med hladno vojno. 
Prvi ZLL lovec je bil F-84G leta 1955. Koncept je sicer deloval, vendar se ni izkazal za praktičnega. Mobilne izstrelitve ploščadi so bile sorazmerno velike, drage in težke za transport, poleg tega je bila še vedno potrebna pristajalna steza. Pozneje so vse ZLL raziskave opustili zaradi drugih tehnologij, kot so STOVL, VTOL in STOL, pa tudi vodljivih raket.

## Letala ZLL
- Republic F-84G Thunderjet
- North American F-100D Super Sabre
- Lockheed F-104 Starfighter
- Mikojan-Gurevič MiG-19 »Farmer«
- North American XF-108 Rapier - (preklican)
- Avro Canada CF-105 Arrow - (preklican)